# Takant
Takant (arab. تكانت, fr. Tagant) – jeden z 12 regionów Mauretańskiej Republiki Islamskiej, położony w centralnej części kraju. Takant graniczy z regionami: Adrar od północy, Haud asz-Szarki od wschodu, Haud al-Gharbi i Al-Asaba od południa i Brakna od zachodu. Nazwa regionu pochodzi od rozległego kamienistego płaskowyżu Takant (Zahr Takant; Dhar Tagant) na Saharze, na którym usytuowana jest stolica regionu Tidżikdża. Inne miasta, takie jak Tiszit i Al-Midżrija położone są u podnóża klifów płaskowyżu. Region bardzo słabo zaludniony, większość terytorium zajmuje pustynia.
Miasto Tiszit położone w regionie Takant zostało w 1996 roku wpisane na listę światowego dziedzictwa kultury UNESCO (wpis łącznie z Walatą z regionu Haud asz-Szarki oraz Szinkitem i Wadanem z regionu Adrar).